# Tendelti
Tendelti (ou Tandalti) est une ville de l’État du Nil Blanc, au Soudan, proche de la frontière avec l’État du Kordofan du Nord.